# Chetone conjuncta
Chetone conjuncta är en fjärilsart som beskrevs av Erich Martin Hering 1925. Chetone conjuncta ingår i släktet Chetone och familjen björnspinnare. Inga underarter finns listade i Catalogue of Life.